# Pas d'Albula
Pas d'Albula (Romanx: Pass d'Alvra o   Pass da l'Alvra (?·pàg.), alemany: Albulapass: Albulapass) (elevació 2315 m) és un pass de muntanya suís en el cantó dels Grisons. Pass da l'Alvra (?·pàg.) Es troba als Alps Albula, a la conca entre l'Albula, afluent del Rin i l'Ova d'Alvra, afluent de l'Inn. La carretera de Thusis a través de Bergün porta a La Punt en la Vall d'Inn (Engiadina).
A l'est del pass, en el costat d'Engiadina, hi ha un llac anomenat Albulasee (2,294 m) que té 4.2 ha.